# Sepp Simonelli
Sepp Simonelli (* 18. März 1936 in Chur; † 10. März 2014) war ein Schweizer Bassist aus dem Kanton Graubünden. 

## Leben und Wirken
Nach abgeschlossener Maurerlehre arbeitete Simonelli an verschiedensten Orten, teils als Selbständiger. Als 20-Jähriger kaufte er spontan bei einem Konzert mit volkstümlicher Musik dem Bassisten das Instrument ab, um es autodidaktisch zu lernen. Als Gründungsmitglied war er von 1959 an bei den Churer Ländlerfründe (Leitung: Peter Zinsli) als Bassgeiger tätig; mit dieser Formation kam es zu zahlreichen Auftritten und Tonträgerproduktionen. 1972 wechselte er zu den Engadiner Ländlerfründa, in denen auch sein Bruder Carlo Simonelli sowie sein Neffe Gian Carlo Simonelli aktiv mitspielen; mit dieser Gruppe entstanden mehrere CDs. Er nahm auch mit der Ländlerkapelle «Piz Palü» & Schwyzerörgeliduo Zinsli-Hassler und dem Schwyzerörgeliquartett Gasser-Glauser-Schmid-Zinsli auf.
Im Jahre 2014 verstarb Simonelli im Alter von 77 Jahren.